# 第一代瓦德格雷夫伯爵詹姆斯·瓦德格雷夫

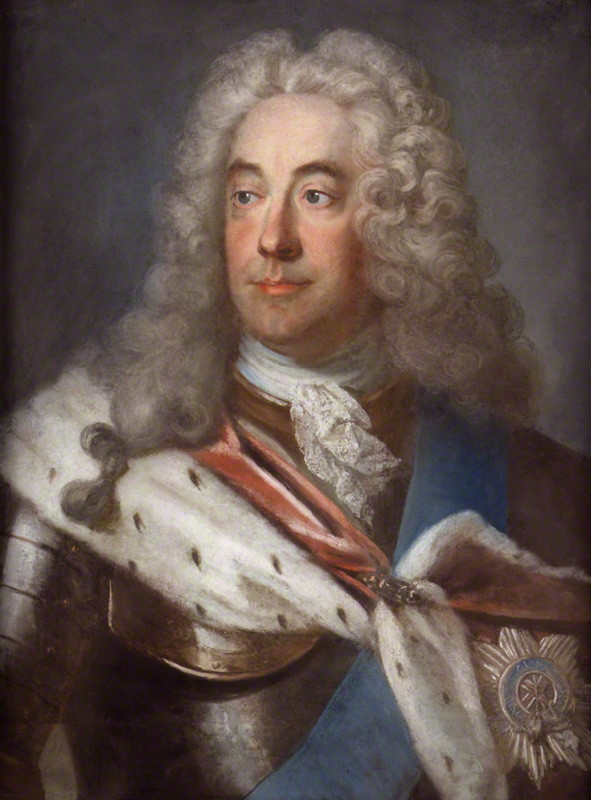

詹姆斯·瓦德格雷夫（英語：James Waldegrave，1684年—1741年4月11日），第一代瓦德格雷夫伯爵，瓦德格雷夫家族的成員。

## 生平
詹姆斯的父親是亨利·瓦德格雷夫，母親是英格蘭國王詹姆斯二世的私生女亨麗埃塔。1730年至1740年間，詹姆斯被任命為英國駐法國大使。

## 家庭
1714年，詹姆斯與瑪麗·韋伯（Mary Webb）結婚，兩人共有2子1女：
1. 詹姆斯（1715年—1763年）
2. 亨麗埃塔（英语：Henrietta FitzJames）（1717年—1753年）
3. 約翰（英语：John Waldegrave, 3rd Earl Waldegrave）（1718年—1784年）